# Classe Parthian
Pour les autres classes de navires du même nom, voir Classe P.
La classe Parthian est une  classe de six sous-marins  construit par la Royal Navy dans la fin des années 1920.

## Conception
La conception de cette classe est basée sur celle de la classe Odin, la seule différence étant la forme de l'étrave avant.
Ces unités furent équipées de 8 tubes lance-torpilles de 21 pouces (533 mm), dont six en avant et deux en arrière, avec une réserve de 14 torpilles.

## Service
Ils servirent essentiellement comme sous-marins de patrouille en Extrême-Orient.

## Les unités de classe Parthian
| N° de coque | Nom                   | Lancement       | Service effectif | Chantier naval                       | Fin de carrière                                             |
| ----------- | --------------------- | --------------- | ---------------- | ------------------------------------ | ----------------------------------------------------------- |
| N42         | HMS Pandora ex-Python | 22 août 1929    | 30 juin 1930     | Vickers-Armstrongs Barrow-in-Furness | coulé le 1er avril 1942 par l'aviation italienne            |
| N75         | HMS Parthian          | 22 juin 1929    | 1er janvier 1931 | Chatham Dockyard Chatham             | perdu entre le 6 août 1943 et le 6 août 1943 à Brindisi     |
| N36         | HMS Perseus           | 22 mai 1929     | 15 avril 1930    | Vickers-Armstrongs Barrow-in-Furness | perdu le 6 décembre 1941 en mer Ionienne                    |
| N96         | HMS Phoenix           | 3 octobre 1929  | 3 février 1931   | Cammell Laird Birkenhead             | coulé le 16 juillet 1940 par le torpilleur italien Albatros |
| P99         | HMS Poseidon          | 22 août 1929    | 5 mai 1930       | Vickers-Armstrongs Barrow-in-Furness | collision le 9 juin 1931 avec navire marchand               |
| N29         | HMS Proteus           | 23 juillet 1929 | juin 1930        | Vickers-Armstrongs Barrow-in-Furness | démoli en mars 1946 à Troon                                 |